# Treinamento equino

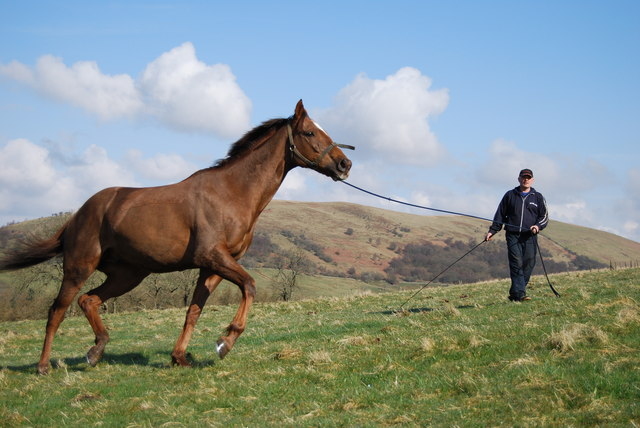
Equino sendo treinado

O treinamento equino refere-se a uma variedade de práticas que ensinam aos cavalos como realizarem determinadas tarefas ou como comportarem-se, quando solicitados pelos seres humanos. Antes de serem treinados, contudo, a maioria dos cavalos passa por uma série de passos básicos que são compreendidos pela chamada "doma equina".
Historicamente, os cavalos foram treinados para a guerra, o trabalho agrícola, o desporto e o transporte. Hoje em dia, a maior parte do treinamento de cavalos orienta-se para a criação e desenvolvimento de cavalos úteis para uma variedade de atividades recreativas e desportivas, como a equitação e a equoterapia. Os cavalos também são capacitados para trabalhos especiais como a polícia montada e o entretenimento circense. 
Existe grande controvérsia sobre os diferentes métodos de treinamento de cavalos, e inclusive algumas das palavras usadas para descrever esses métodos. Algumas técnicas são consideradas cruéis, ao passo que outros métodos são considerados mais suaves e moralmente adequados. 

## Objectivos

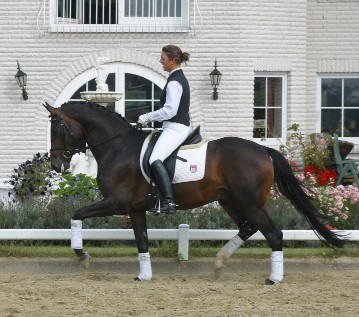
A comunicação efetiva e a harmonia entre ginete e cavalo encontram-se entre os objetivos do treinamento equino.

A gama de técnicas de formação e objetivos de treinamento é diversa, mas o adestramento de animais oferece conceitos básicos a todas as formas de treinamento de cavalos. O objectivo inicial da maioria dos tipos de formação é criar um cavalo que seja seguro para manejar (na maioria das circunstâncias) e seja capaz de realizar uma tarefa útil para o benefício dos seres humanos.
Algumas considerações específicas e alguns conhecimentos básicos do comportamento do cavalo ajudam treinadores de cavalos a serem eficazes independentemente da escola ou da disciplina que se eleja:
- A segurança é primordial: Os cavalos são bem maiores e fortes que os humanos, e é fundamental lhes ensinar o comportamento de não machucar às pessoas.
- Os cavalos, como outros animais, embora dotados de inteligência possuem uma estrutura cerebral diferente da dos seres humanos, e portanto não têm o mesmo tipo de pensamento e a capacidade de raciocínio. Portanto, cabe ao treinador humano pensar a respeito de como usar a psicologia do cavalo para levar o animal ao entendimento dos objetivos que lhe são atribuídos.
- Os cavalos são animais de manada, e, quando manejados adequadamente, podem aprender a seguir e respeitar a um líder humano.
- Os cavalos, como qualquer animal tratado como presa, têm uma inata resposta de luta ou fuga, instinto que tem que ser adaptado às necessidades humanas. Os cavalos precisam ser ensinados a confiar nos seres humanos para determinar quando o medo ou a fuga são uma resposta adequada a novos estímulos, de forma a não reagirem sozinhos por instinto.
- Como a maioria dos animais, um cavalo jovem adaptar-se-á mais facilmente às expectativas humanas, pelo que geralmente é aconselhado o treinamento do cavalo desde uma idade muito precoce.

## Etapas

### Formação de potros e cavalos jovens
A maioria dos cavalos domesticados jovens são adestrados desde o nascimento ou primeiros dias de vida, ainda que alguns só sejam manejados pela primeira vez a partir da desmama de suas mães. Os defensores da manipulação de potros desde o nascimento comumente introduzem o potro, em seus primeiros dias e semanas de vida, a muitas das atividades que vão ver ao longo de suas vidas. Poucas horas depois de nascer, o jovem potro será introduzido ao tato e à voz humana.
Outros treinadores deixam o potro sozinho durante suas primeiras horas ou dias, com o argumento de que é mais importante permitir ao potro vincular-se com sua mãe. No entanto, mesmo aquele que não advogam a doma precoce reconhecem que a manipulação de um potro permite doma-lo mais facilmente por um ser humano. Ao fazê-lo, o potro idealmente aprenderá que os humanos não lhe farão mal, mas também que os seres humanos devem ser respeitados.

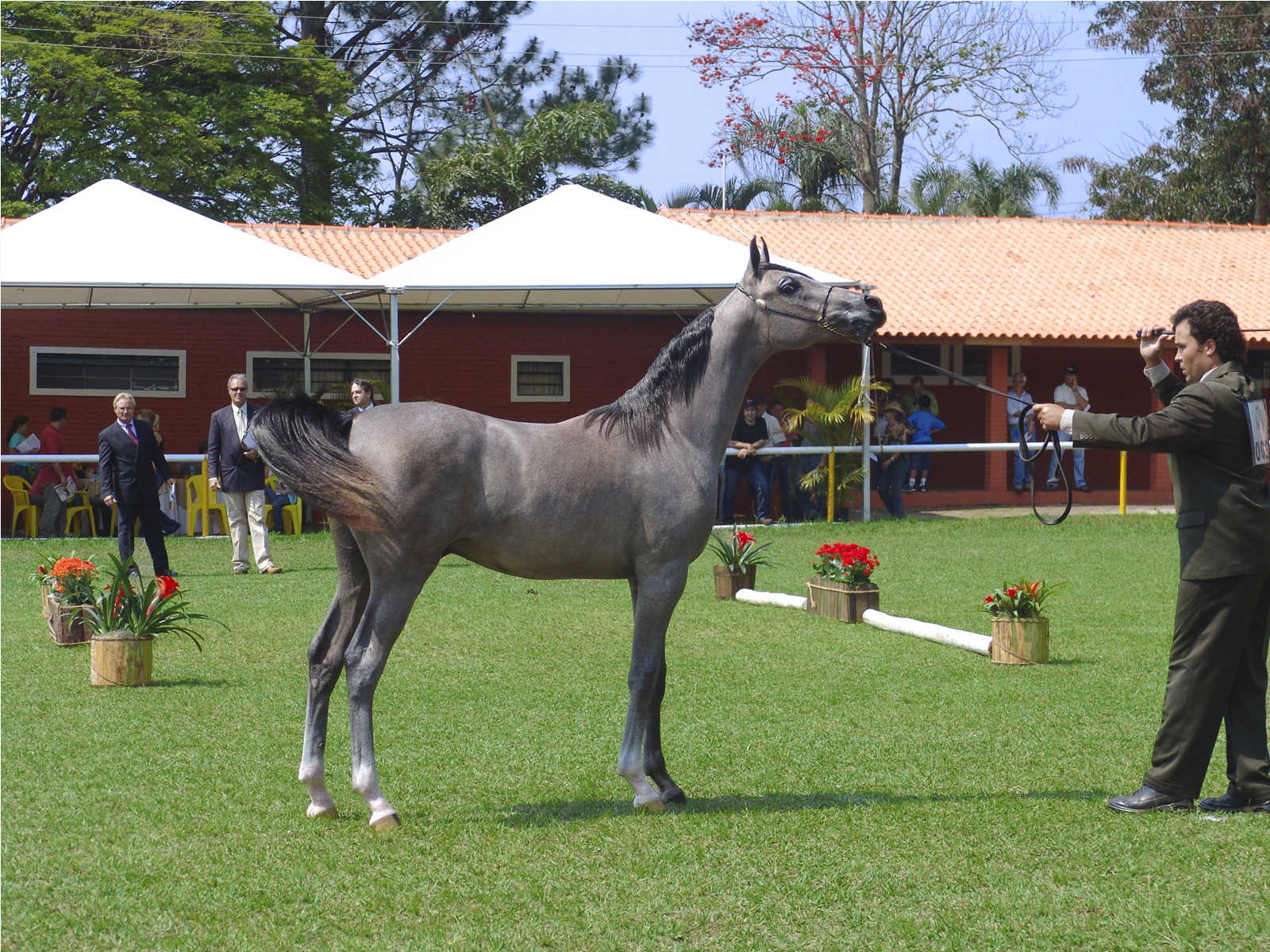
Os cavalos demasiado jovens para serem montados são treinados para aceitarem um cabresto, para realizarem habilidades básicas e para acostumarem-se às atividades humanas.

Enquanto um potro jovem pode ser demasiado jovem para ser montado, ele ainda é capaz de aprender algumas habilidades que lhe serão úteis no futuro. Ao final do primeiro ano, por exemplo,  é comum que se use um halter sobre sua cabeça, para lhe ensinar a ser dirigido por um ser humano.

### Treinamento em terra
Várias técnicas são empregadas para o treinamento de um equino, geralmente algum tempo após o seu primeiro aniversário, mas antes de ser montado. Todos os cavalos têm geralmente algum ou a totalidade do trabalho de base feito antes da montagem, embora o tempo gasto nesse processo possa variar de horas a meses. Enquanto algumas raças de cavalo suportem maior quantidade de trabalho de base, os ossos e articulações de um cavalo novo são muito suave e frágil e outras raças podem ser menos resistentes e demandarem maiores cuidados. Portanto, para evitar lesões articulares e de cartilagem causadas por trabalho duro, especialmente trabalho intensivo em um círculo fechado, normalmente espera-se até que o cavalo  tenha pelo menos dois anos de idade. 
Um cavalo não está pronto para ser montado até que ele esteja acostumado a todo o equipamento que ele precisará sair, seja sensível à voz humana, e, geralmente, conheça comandos para deslocar-se, parar, virar e mudar de direção. Para algumas disciplinas, o trabalho em terra também é usado para desenvolver certos tipos de músculos, bem como incutir certos comportamentos. Quando o treinamento incorpora o desenvolvimento mental e muscular, pode levar muito mais tempo para o cavalo esteja pronto para ser montado.